# Pteris nanlingensis
Pteris nanlingensis là một loài thực vật có mạch trong họ Pteridaceae. Loài này được R.H. Miao miêu tả khoa học đầu tiên năm 1997.